# Andradite
L'andradite (simbolo IMA: Adr) o granato ferrino, è un minerale, prevalentemente ortosilicato di calcio e ferro, strutturalmente appartenente ai nesosilicati e appartenente al supergruppo del granato. La sua composizione chimica è Ca3[Fe3+2](Si3)O12.

## Etimologia e storia
Il minerale fu descritto per la prima volta intorno al 1800 dal mineralogista e statista brasiliano José Bonifácio de Andrada e Silva, che lo scoprì durante il suo viaggio attraverso la Norvegia nella miniera "Wirum" vicino a Drammen. Sotto il nome di allochroite, Silva descrisse anche alcune delle proprietà del minerale nelle sue note, come il suo colore da grigio-giallastro a giallo paglierino scuro (varietà di topazolite) e la durezza relativamente elevata ("appena graffiato dal quarzo"), ma non specificò alcuna composizione chimica.
Il minerale ricevette il suo nome nel 1868 da James Dwight Dana, che nella sua opera A System of Mineralogy raggruppò tutti i granati calcareo-ferrosi precedentemente conosciuti sotto il nome di andradite, onorando così il primo scopritore di questa specie minerale, Andrada e Silva.

## Classificazione
La classificazione strutturale dell'Associazione Mineralogica Internazionale (IMA) colloca l'andradite nel supergruppo del granato e da lì nel gruppo del granato dove si trova insieme ad almandino, calderite, eringaite, goldmanite, grossularia, knorringite, morimotoite, majorite, menzerite-(Y), momoiite, piropo, rubinite, spessartina e uvarovite. Forma il "gruppo del granato" con 12 cariche positive sulla posizione del reticolo coordinato tetraedrico.
Già nell'ormai obsoleta, ma in parte ancora in uso, 8ª edizione della sistematica minerale secondo Strunz, l'andradite apparteneva alla classe dei minerali dei "silicati e germanati" e lì alla sottoclasse dei "Nesosilicati", dove, insieme a goldmanite, grossularia e uvarovite, formava la "serie indipendente granato-ugaronite" con il sistema nº VIII/A.08.
La 9ª edizione della sistematica minerale di Strunz, in vigore dal 2001 e utilizzata dall'Associazione Mineralogica Internazionale (IMA), classifica anche l'andradite nella categoria dei "Nesosilicati". Questo viene ulteriormente suddiviso in base all'eventuale presenza di anioni aggiuntivi nonché alla coordinazione dei cationi coinvolti, in modo che il minerale sia classificato in base alla sua composizione e struttura nella suddivisione di "Nesosilicati senza anioni aggiuntivi; cationi in coordinazione [6] e/o maggiore" dove, insieme ad almandino, calderite, goldmanite, grossularia, henritermierite, holtstamite, katoite, kimzeyite, knorringite, majorite, morimotoite, piropo, schorlomite, spessartina e uvarovite, forma il "gruppo del granato" con il sistema nº 9.AD.25. Di questo gruppo facevano parte anche i composti granati blythite, hibschite, idroandradite e skiagite, che non sono più considerati minerali. La wadalite, a quel tempo ancora raggruppata tra i granati, si è dimostrata strutturalmente diversa ed è ora assegnata a un gruppo separato con la clormayenite e la fluormayenite. D'altra parte, i granati irinarassite, hutcheonite, kerimasite, toturite, menzerite-(Y) ed eringaite, che sono stati descritti dopo il 2001, dovrebbero a loro volta essere smistati nel gruppo del granato.
Anche la classificazione Dana dei minerali, che viene utilizzata principalmente nel mondo anglosassone, classifica l'andradite nella classe dei "silicati e germanati" e lì nella sottoclasse dei "minerali nesosilicati". Qui è insieme a goldmanite, grossularia, uvarovite e yamatoite (in seguito screditata perché identica alla momoiite) con il sistema nº 51.04.03b all'interno della sottodivisione "Nesoilicati: SiO4 con cationi in coordinazione [6] e/o maggiore".

## Chimica
L'andradite con la composizione idealizzata {\displaystyle \mathrm {^{[X]}Ca_{3}^{2+}\,^{[Y]}Fe^{3+}\,^{[Z]}Si_{3}O_{12}} } è l'analogo ferroso della grossularia ({\displaystyle \mathrm {^{[X]}Ca_{3}^{2+}\,^{[Y]}Al\,^{[Z]}Si_{3}O_{12}} }) e forma cristalli misti della maggior parte degli altri granati silicati.
Nella posizione {\displaystyle {\ce {Y}}} della coordinata ottaedrica, Fe3+ può essere sostituito da cationi diversi a seconda delle seguenti reazioni di scambio:
- {\displaystyle \mathrm {^{[Y]}Fe^{3+}=\,^{[Y]}Al^{3+}} \,\,\,\,\,} (grossularia)[9],
- {\displaystyle \mathrm {^{[Y]}Fe^{3+}=\,^{[Y]}Cr^{3+}} \,\,\,\,\,} (uvarovite)[10][11],
- {\displaystyle \mathrm {^{[Y]}Fe^{3+}=\,^{[Y]}V^{3+}} \,\,\,\,\,\,} (goldmanite),
- {\displaystyle \mathrm {^{[Y]}Fe^{3+}=\,^{[Y]}Sc^{3+}} \,\,\,\,\,} (eringaite)[12]

Nella posizione coordinata dodecaedrica a {\displaystyle {\ce {X}}}, Ca2+ può essere sostituito da Mn2+ (manganese) e Fe2+, a seconda delle seguenti reazioni di scambio:
- {\displaystyle \mathrm {^{[X]}Ca^{2+}=\,^{[X]}Mn^{2+}} \,\,\,\,\,\,} (calderite)[13],
- {\displaystyle \mathrm {^{[X]}Ca^{2+}=\,^{[X]}Fe^{2+}} \,\,\,\,\,\,} (skiagite)[14]

Come per la grossularia, l'andradite può sostituire il silicio con quattro protoni (H+) e uno spazio vuoto (☐), a seconda della sostituzione:
- {\displaystyle \mathrm {^{[Z]}Si^{4+}+4O^{2-}=\,^{[Z]}{\Box }^{4+}+4OH^{-}} \,\,\,\,} (idroandradite).[15]

L'andradite naturale più ricca di gruppo ossidrilico (OH) fino a oggi è stata trovata nella miniera di Wessels (Sud Africa) e contiene circa il 35% dell'analogo Fe3+ della katoite ({\displaystyle \mathrm {^{[X]}Ca_{3}^{2+}\,^{[Y]}Fe^{3+}\,^{[Z]}\Box _{3}(OH)_{12}} }).
Nella melanite, che è l'andradite contenente titanio, il titanio è incorporato nella posizione {\displaystyle {\ce {Y}}} coordinata ottaedrica essenzialmente attraverso due reazioni di scambio:
- {\displaystyle \mathrm {^{[Y]}Fe^{3+}+\,^{[Z]}Si^{4+}=\,^{[Y]}Ti^{4+}+\,^{[Z]}Fe^{3+}} \,\,\,\,} (schorlomite)
- {\displaystyle \mathrm {2\,^{[Y]}Fe^{3+}=\,^{[Y]}Ti^{4+}+\,^{[Y]}Fe^{2+}} \,\,\,\,} (morimotoite)

## Abito cristallino
L'andradite cristallizza nel sistema cubico nel gruppo spaziale Ia3d (gruppo nº 230) con 8 unità di formula per cella unitaria. Esistono numerose determinazioni per la lunghezza del bordo della cella unitaria cubica sia di cristalli misti naturali che di andraditi sintetiche. Tra le altre cose, per l'elemento finale andradite puro, la costante di reticolo è data come a = 12.048 Å o a = 12.058 Å.
La struttura è quella del granato. Il calcio (Ca2+) occupa la posizione {\displaystyle {\ce {X}}} dodecaedrica circondata da 8 ioni ossigeno, il ferro (Fe3+) occupa la posizione {\displaystyle {\ce {Y}}} ottaedrica circondata da 6 ioni ossigeno e la posizione {\displaystyle {\ce {Z}}} tetraedrica circondata da 4 ioni ossigeno è occupata esclusivamente da silicio (Si4+).
Le andraditi naturali sono da un punto di vista ottico leggermente birifrangenti, il che viene solitamente interpretato come un'indicazione di simmetria inferiore e non cubica. Ad esempio, la simmetria triclina è stata determinata per un andradite birifrangente proveniente da uno skarn della regione di Sonoma del Nevada (Stati Uniti), causata da una distribuzione ordinata di Fe3+ e alluminio alle 8 diverse posizioni ottaedriche coordinate della struttura triclina del granato.
In nuovi studi con diffrazione ai raggi X di sincrotrone ad alta risoluzione, tuttavia, è stato possibile dimostrare che le andraditi birifrangenti sono una miscela di 2-3 granati con composizioni diverse. Tutti i granati di questi agglomerati sono cubici con costanti reticolari leggermente diverse. Sono queste diverse costanti reticolari dei granati che portano alle sollecitazioni reticolari e successivamente alla birifrangenza.
La struttura di spin dell'andradite contiene due sottoreticoli antiferromagnetici equivalenti reciprocamente inclinati al di sotto della temperatura di Néel (TN=11 K).

## Proprietà
Riscaldato davanti a un cannello a soffiatura, l'andradite forma una sfera nera e magnetica.

## Varietà

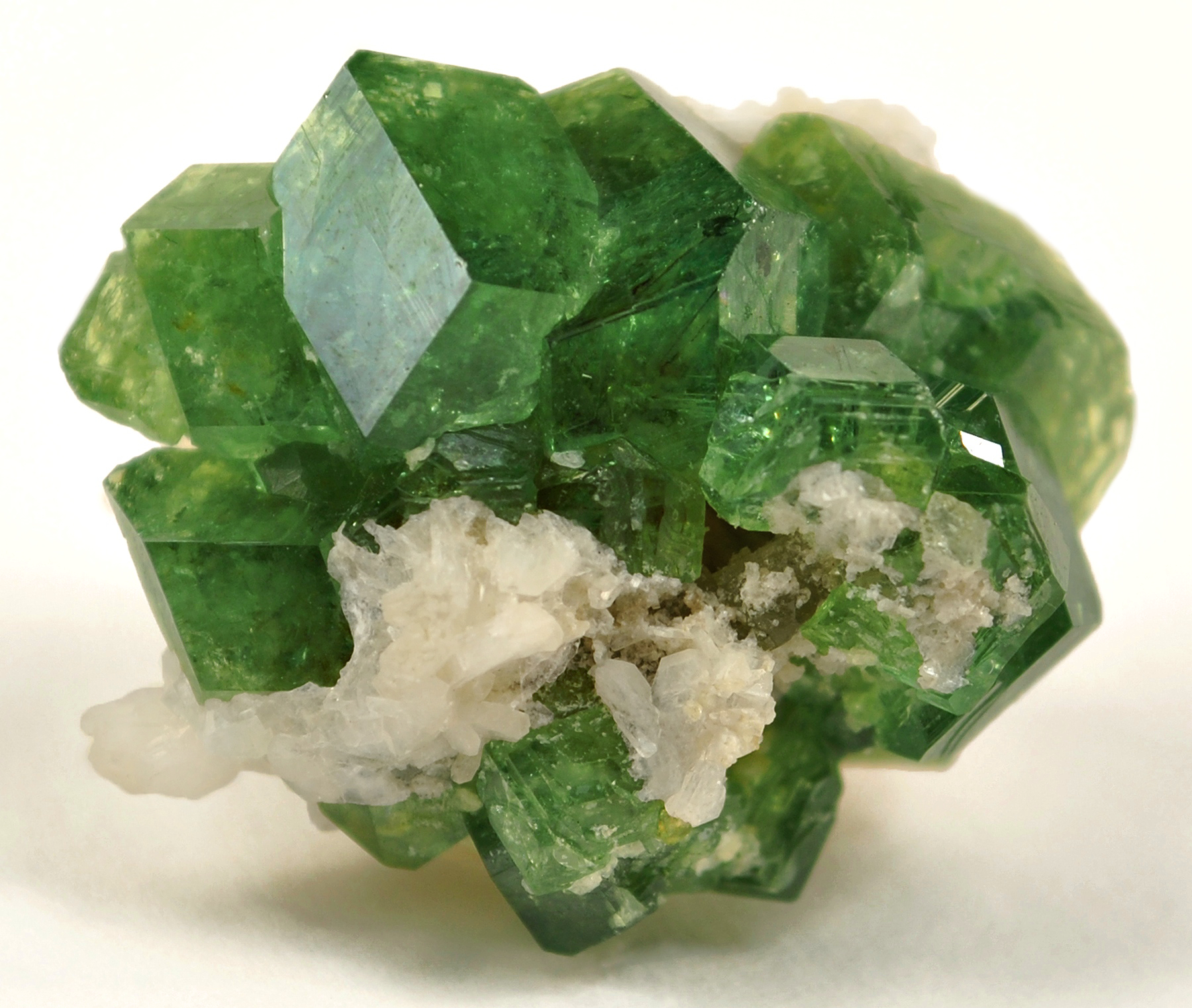
Demantoide con stilbite-Ca

- Il demantoide (Ca3Fe2(SiO4)3) è un'andradite di colore da giallo-verde a verde scuro a causa di miscele estranee di cromo. Fu così chiamato intorno al 1870 da Nils von Nordenskiöld, che scoprì i "massi verdastri" negli Urali, che solo più tardi furono riconosciuti come andraditi.[27]
- L'idroandradite (Ca3Fe3+2.0(SiO4)2.71-2.81(H4O4)0.29-0.19)[15] non conta come minerale a sé stante, ma come una varietà di andradite.
- La melanite (scoperta da Abraham Gottlob Werner, 1799)[28] è considerata una varietà ricca di titanio di andradite e prende il nome dalla parola greca μέλας (nero), poiché si trova prevalentemente in cristalli grigio-neri o neri come la pece o aggregati grossolani.

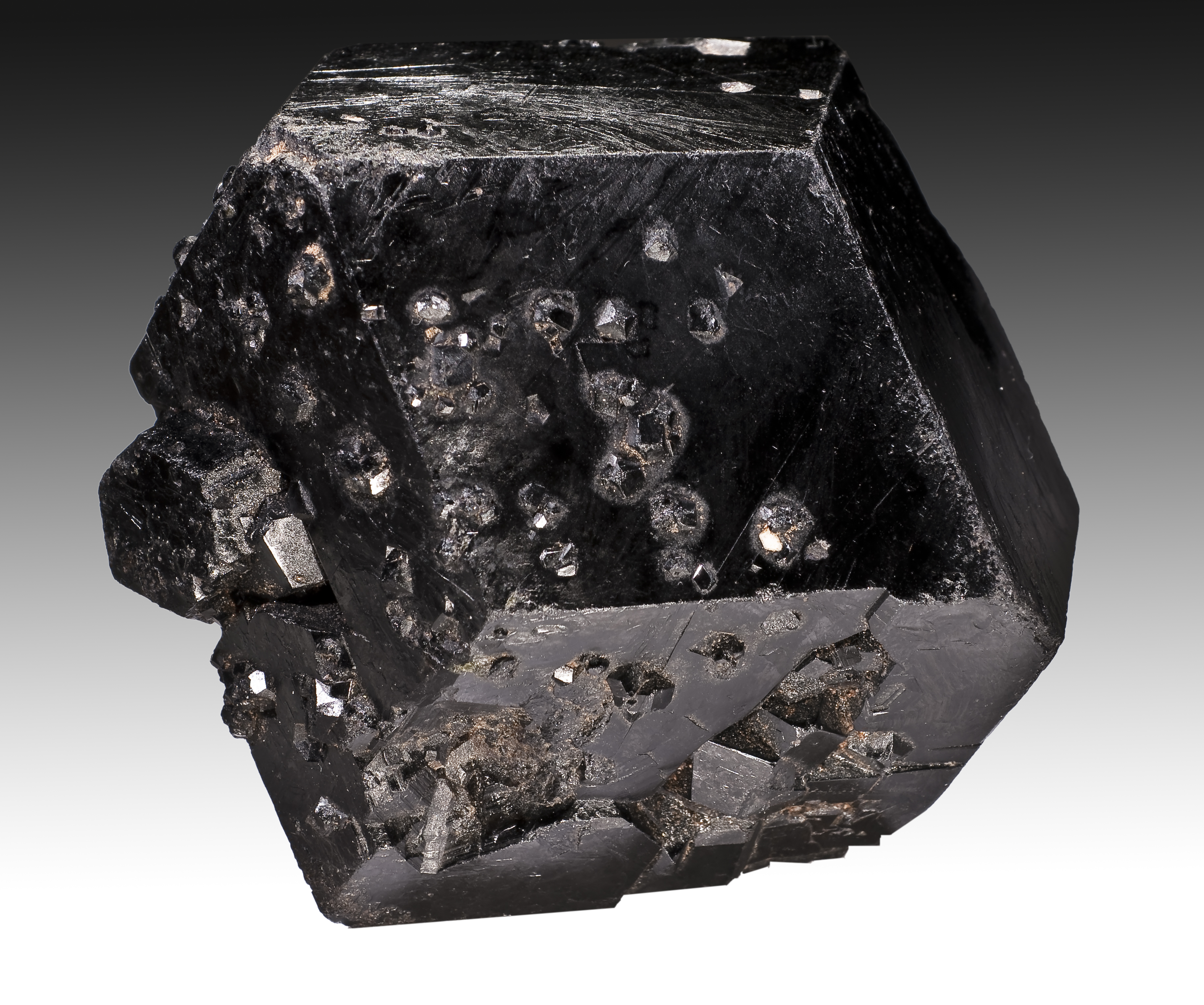
Melanite maliana

- Il topazolite (cioè "simile al topazio") è una varietà di andradite dal giallo pallido al color cognac.

## Forma in cui si presenta in natura

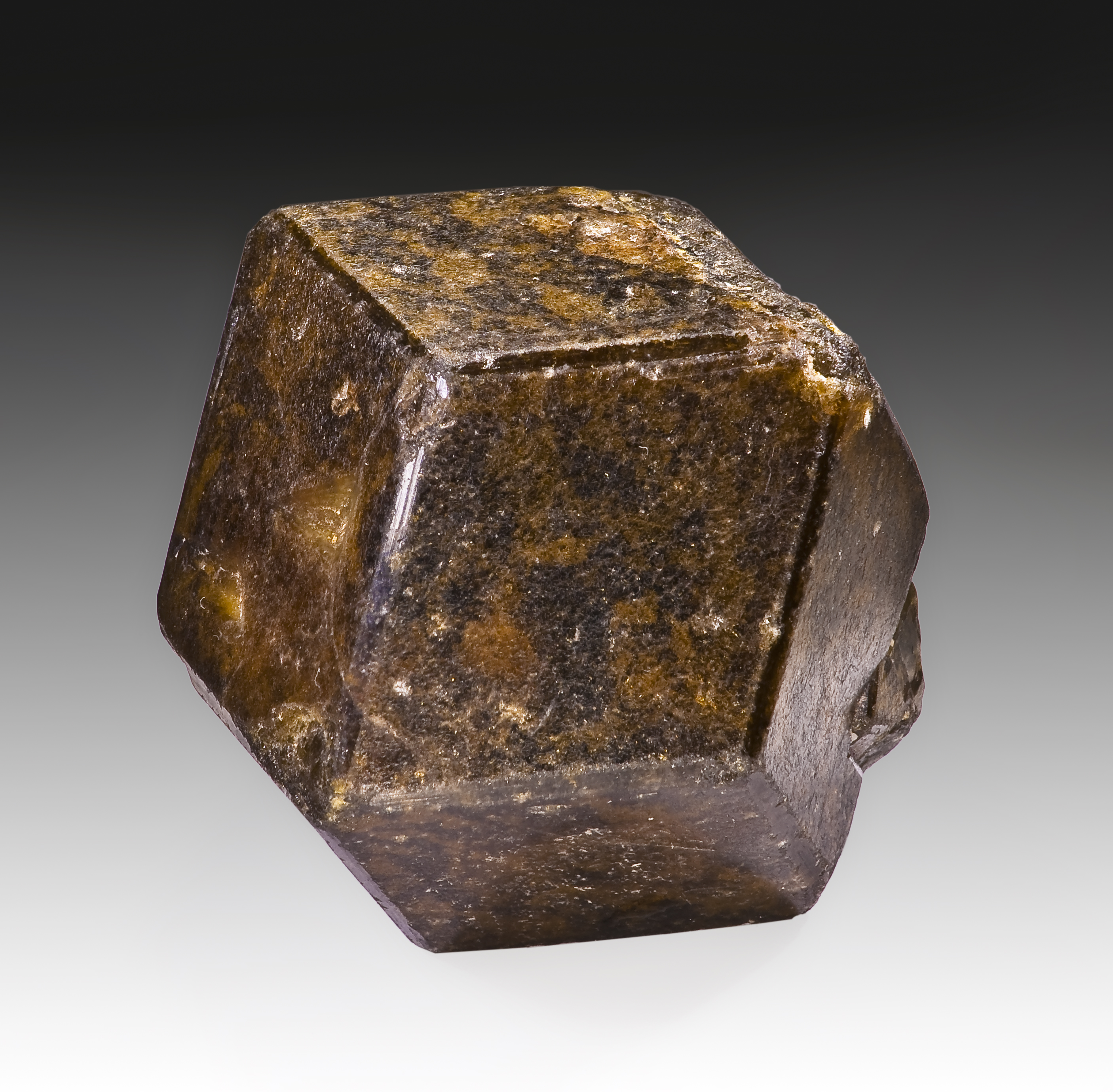
Andradite maliana

Il colore tipico dell'andradite è il nero, è durissima, fragile e pesante, trasparente con lucentezza vitrea. L'andradite è fusibile e inattaccabile dagli acidi.
Si rinviene frequentemente sotto forma di cristalli dodecaedrici rombici, di dimensioni da millimetriche a centimetriche, sparsi nella matrice rocciosa che li ingloba.
L'andradite è l'analogo del ferro della grossularia (Ca3Al2[SiO4]3) e dell'uvarovite (Ca3Cr2[SiO4]3) e forma con loro una serie cristallina mista, la cosiddetta "serie ugaronite". Poiché l'andradite forma anche cristalli misti con gli altri minerali di granato come la schorlomite (Ca3Ti4+2[Fe3+2SiO12]) e la kimzeyite (Ca3Zr2[Al2SiO12]), mostra una gamma corrispondentemente ampia di composizione con proporzioni più o meno grandi di titanio e zirconio. Poiché può contenere anche altre mescolanze estranee, di solito si presenta in diversi colori, sebbene predominano i colori da verde-giallo a verde smeraldo e da marrone a bruno-rossastro. Raramente, si trovano anche andraditi incolori e nere.

## Origine e giacitura
Simile alla grossularia, l'andradite si forma per metasomatismo di contatto (spostamento di materiale di alcuni componenti rocciosi) con l'aggiunta di ferro agli skarn e ai depositi di minerale di ferro metamorfici di contatto. Si trova anche come minerale accessorio nelle sieniti nefeline, nelle fonoliti e in altre rocce alcaline. Occasionalmente, l'andradite si trova anche nelle fessure alpine quando scisti verdi (scisti cloritici) o rocce simili ricche di ferro sono presenti come rocce secondarie. I minerali di accompagnamento includono calcite, clorite, dolomite, epidoto, magnetite, spinello e vesuvianite.
Come formazione minerale comune, l'andradite può essere trovata in molti siti, con circa 1400 località conosciute. Oltre alla sua località tipo Drammen, il minerale si trovava anche in Norvegia, in Germania e in molte altre località sparse per il mondo.
Tra le altre cose, la fossa "Kohse" nei pressi di Tenkawa nella contea di Yoshino-gun (prefettura di Nara) sull'isola giapponese di Honshū è nota per i suoi straordinari reperti di andradite, dove sono venuti alla luce minerali di diversi centimetri di dimensioni e campioni di cristallo parzialmente iridescenti. Tuttavia, questi cosiddetti "granati arcobaleno" si trovano anche in Messico. Cristalli di dimensioni fino a quattro centimetri sono noti dal giacimento di Sinerechenskoye (distretto di Kavalerovo) nella regione russa di Primorye, e cristalli demantoidi fino a tre centimetri di dimensione sono stati trovati in Val Malenco nella provincia italiana di Sondrio.

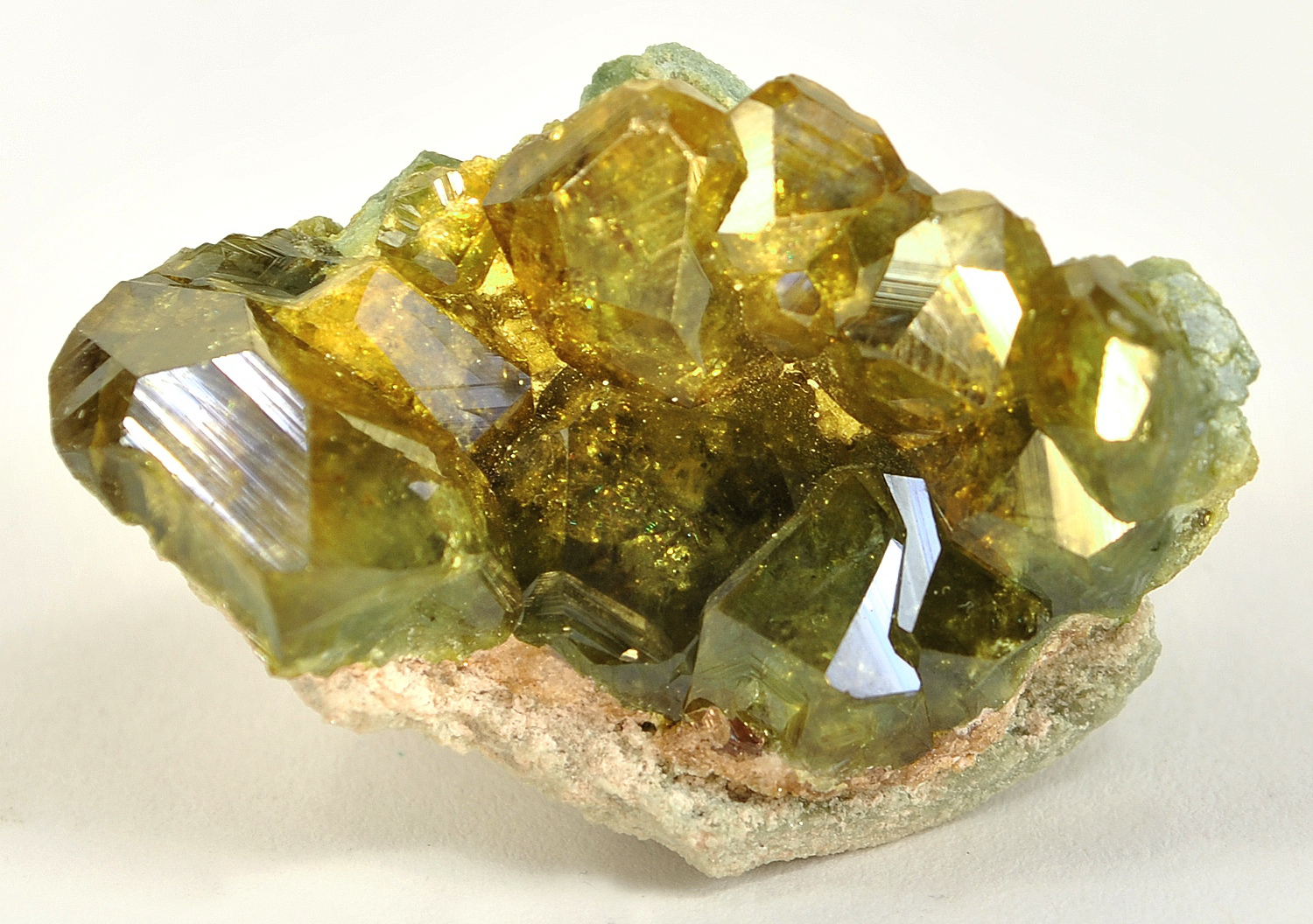
Topazolite

Si trova in Iran, in Italia, negli Urali della Russia, in Arizona e in California e nell'oblast' di Dnipropetrovs'k in Ucraina.

## Usi
Come la maggior parte dei granati, l'andradite e le sue varietà demantoide e topazolite sono usati come pietre preziose se sono della qualità appropriata. A causa della varietà di colori e a causa dell'estesa formazione di cristalli misti dei granati, il commercio di pietre preziose ha nel frattempo iniziato a catalogare i granati non in base alla sua composizione chimica, che è spesso difficile da determinare, bensì in base alla sua sfumatura di colore. Ad esempio, i granati verdi sono indicati come demantoidi, idrogrossulari o anche come tsavorite o tsavolite, sebbene quest'ultima appartenga chimicamente alle grossularie.
A seconda del colore, c'è la possibilità di confonderlo con il rubino e lo spinello (rosso), il peridoto e lo smeraldo (verde), il topazio e il giacinto (da giallastro a brunastro) e la tormalina multicolore.